# Ламонова Оксана Василівна
Оксана Василівна Ламо́нова (нар. 16 грудня 1973, Севастополь) — українська мистецтвознавиця; член Національної спілки художників України з 2000 року; кандидат мистецтвознавства з 2006 року.

## Біографія
Народилася 16 грудня 1973 року у місті Севастополі (нині Україна). Протягом 1991—1996 років навчалася в Українській академії мистецтв у Києві. Одночасно з 1994 року була співробітником газет «Киевские ведомости», «День», «Культура і життя», «Вечірній Київ», «Україна молода», журналів «Українська культура», «Київ», «Україна», «Наука і суспільство».
Протягом 1996—2020 років працювала в Київській дитячій академії мистецтв, з 1998 року викладала історію образотворчого мистецтва (авторський курс) на факультеті образотворчого мистецтва Вищого мистецького коледжу Київської дитячої академії мистецтв. У 2006 році в Інституті мистецтвознавства, фольклористики та етнології імені Максима Рильського Національної академії наук України захистила кандидатську дисертацію на тему: «Київська книжкова графіка кінця 50-х — початку 70-х років ХХ століття. Тенденції розвитку, стилістика, майстри».
З 2007 року — науковий співробітник відділу образотворчого мистецтва Інституту мистецтвознавства, фольклористики та етнології. Мешкає в Києві в будинку на вулиці Агрегатній, № 2.

## Наукова діяльність
Досліджує українську графіку другої половини 20 століття. Співавторка книг
- «Сто найвідоміших українців» (Київ; Москва, 2000; 2002);
- «100 найвідоміших шедеврів України» (2004);

підручників
- «Образотворче мистецтво. 6 клас» (2006; 2014);
- «Образотворче мистецтво. 5 клас» (2013);

Авторка збірок есе «24 художниці» (2010), поетичних збірок «Звезды в городе» (2003), «Сто страниц» (2008), «Фарфоровый кот» (2013). Написала дослідження:
- «Анатолій Бондарович — ілюстратор дитячої літератури» // «Вісник Харківської академії дизайну і мистецтв», 2011, № 10;
- «Творчість Світлани Дубцової в контексті української книжкової графіки 70–80-х рр. ХХ ст.» // «Вісник Харківської академії дизайну і мистецтв», 2012, № 7;
- «Мистецтво книжкового оформлення: творчість Володимира Юрчишина» // «Вісник Харківської академії дизайну і мистецтв», 2012, № 12;
- «Лінорити і рисунки Олексія Фіщенка в контексті української графіки 1970–1980-х рр.» // «Вісник Харківської академії дизайну і мистецтв», 2014, № 2;
- «Ілюстрації Галини Галинської до казки Ш. Перро „Попелюшка“ в контексті української графіки 1970-х» // «Міст», 2012, випуск 8;
- «Шевченківські видання Володимира Юрчишина» // «Українське мистецтвознавство. Матеріали. Дослідження. Рецензії», Київ, 2013, вип. 13;
- «Агітвікна Самуїла Уманського (Самума) 1941—1943 рр.» // «Традиції та новації у вищій архітектурно-художній освіті», 2014, № 2;

Авторка низки статей в Енциклопедії сучасної України.